# Mandø
 Mandø oder Manø ist die einzige dänische Gezeiteninsel. Sie liegt an der Westküste Jütlands. Die 7,63 km² große Insel liegt zwischen den Inseln Rømø und Fanø und gehört zu den dänischen Wattenmeerinseln. Die Insel bildet eine der kleinsten Kirchspielgemeinden (dän.: Sogn) Dänemarks (Mandø Sogn), hat eine kleine Kirche und gehörte bis 1970 zur Harde Ribe Herred im damaligen Ribe Amt, danach zur Ribe Kommune im erweiterten Ribe Amt, die mit der Kommunalreform zum 1. Januar 2007 in der Esbjerg Kommune in der Region Syddanmark aufgegangen ist.

## Geschichte
Nach Sturmfluten, die den einzigen Ort zerstörten, siedelten sich die Bewohner im 17. Jahrhundert im Schutze einer Düne an und gewannen in den folgenden 200 Jahren ihre Insel durch Landgewinnungsmaßnahmen zurück. Um 1890 erreichte die Einwohnerzahl mit knapp 300 ihr Maximum. Mandø war die einzige Hallig Dänemarks und ist seit 1937 durch einen Seedeich geschützt.

## Infrastruktur
Südwestlich der Insel befindet sich der Hochsand Koresand. Dieser ist bei Niedrigwasser per Wattwanderung oder Traktorwagen erreichbar.
Es gibt einen kleinen Campingplatz, einige wenige Ferienhäuser und -wohnungen und Übernachtungsmöglichkeiten im örtlichen Restaurant sowie im Mandøcenter. Dort ist auch eine Ausstellung über das Wattenmeer zu sehen.

## Verkehr
Erreichen kann man Mandø mit dem Auto über den Låningsvej, einen Damm, der bei Hochwasser nicht passierbar ist, da er nur aus aufgeschüttetem Schotter besteht und durch Buhnen befestigt ist. Der Schotterweg liegt 55 cm über dem Wattboden und eine Passage dauert etwa 20 Minuten. Neben den Gezeiten richtet sich die Passierbarkeit auch nach dem herrschenden Wind – bei starkem westlichem Wind ist der Zeitraum zu dem der Låningsvej passierbar ist, deutlich kürzer.
Weiter südlich gibt es den Ebbevej, der aber nur für Traktoren passierbar ist, die mit Anhängern zum Transport von Touristen versehen sind. Sie werden „Mandø-Busse“ genannt und fahren von Vester Vedsted aus auf die Insel.
Die Einwohner von Mandø lehnen den Bau eines gezeitenunabhängigen Dammes ab, da durch diese Maßnahme eine große Zahl an Touristen auf die Insel käme, wofür Mandø zu klein ist.

## Sehenswürdigkeiten
Die ehemalige Rettungsstation beherbergt heute ein kleines Museum. Sie liegt auf dem Weg zum Strand und gehörte zuerst einer Stiftung, die diese dann nach der Restaurierung dem Mandø Museum übertragen hat. Vor dem Gebäude steht eine Figur, die die deutsche Künstlerin Susanne Tunn angefertigt und der Insel geschenkt hat.
Die Kirche von Mandø mit umgebenden Friedhof ist das Wahrzeichen der Insel. Sie geht auf das Jahr 1639 zurück und erhielt 1727 ihr heutiges Aussehen. Die Innenausstattung ist typisch für dänische Kirchen, schlicht und mit Modellen von Schiffen, ohne großen Prunk. Die Kirche besitzt einen separaten Glockenturm. 
Die Windmühle von Mandø ist das größte Bauwerk der Insel. Sie wurde um 1820 als Holländer-Windmühle errichtet und war bis zum Zweiten Weltkrieg in Betrieb. Sie stellt die älteste erhaltene Windmühle dieser Art in Jütland dar und steht seit 2009 unter Denkmalschutz. Sie kann besichtigt werden. 
Das Insel-Museum befindet sich in einem alten Fischerhaus; es zählt zu den besten erhaltenen Gebäuden der Insel. Hier ist das Leben der Fischer auf Mandø im 19. Jahrhundert dokumentiert und die Inselgeschichte anhand historischer Fotos, Einrichtungsgegenständen und Schiffsmodellen nachgestellt. 
Die Sturmflutsäule liegt am Übergang von den Dünen zum Strand. Die Markierungen der Säule zeigen die Höchststände aller bekannter Sturmfluten an. Die Eintragungen beginnen mit der Burchardiflut von 1634, die die schlimmste in der Geschichte der Insel war und eine völlige Zerstörung Mandøs bewirkte.

## Naturschutz
2017 kaufte die dänische Umweltstiftung Den Danske Naturfond 127 ha Ländereien auf Mandø, um die Zugvögel und die einmalige Natur auf der Insel dauerhaft zu schützen. Damit stehen jetzt 175 ha Land unter Schutz. Die Stiftung wendet dazu 12 Mio. dän. Kronen auf.

## Bilder

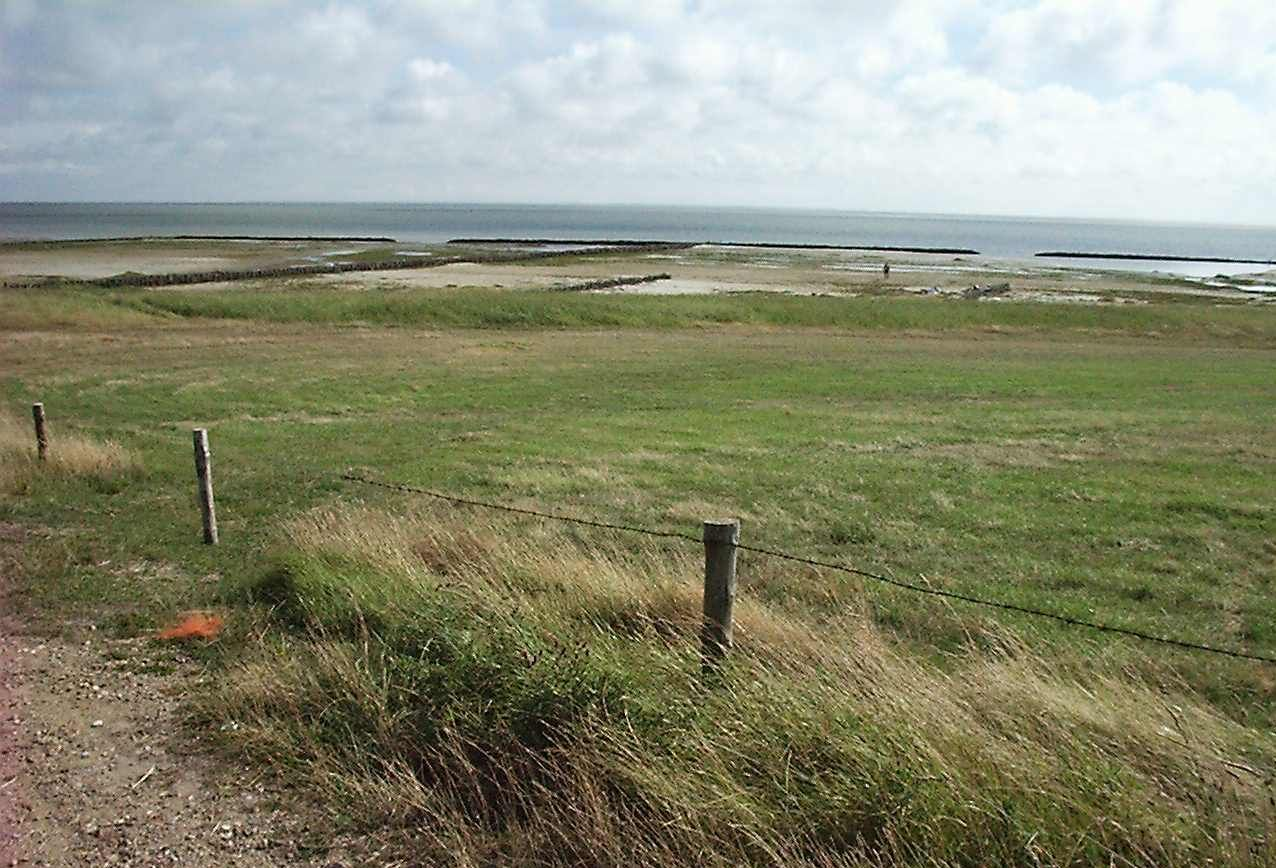
Blick auf das offene Meer im Westen der Insel
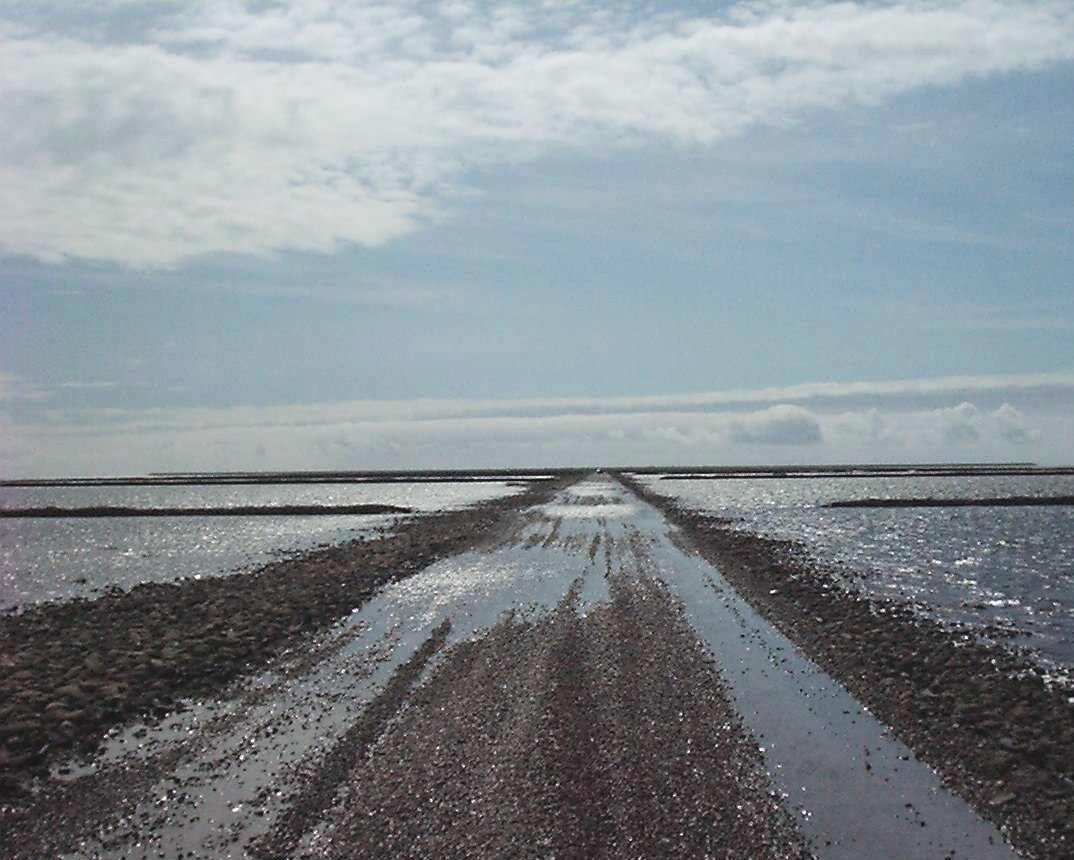
Der  Låningsvej, mit Mandø im Hintergrund
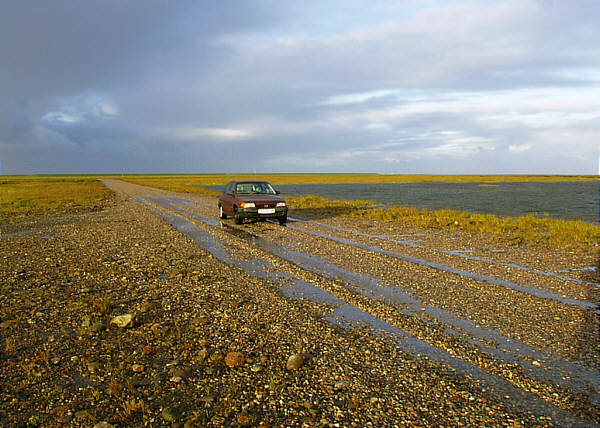
Der  Låningsvej
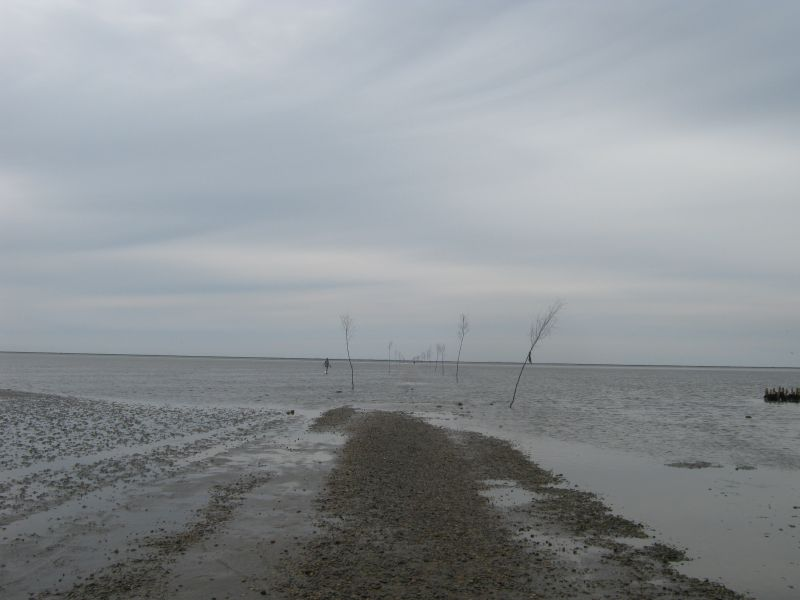
Ebbevej bei Flut, vom Festland aus
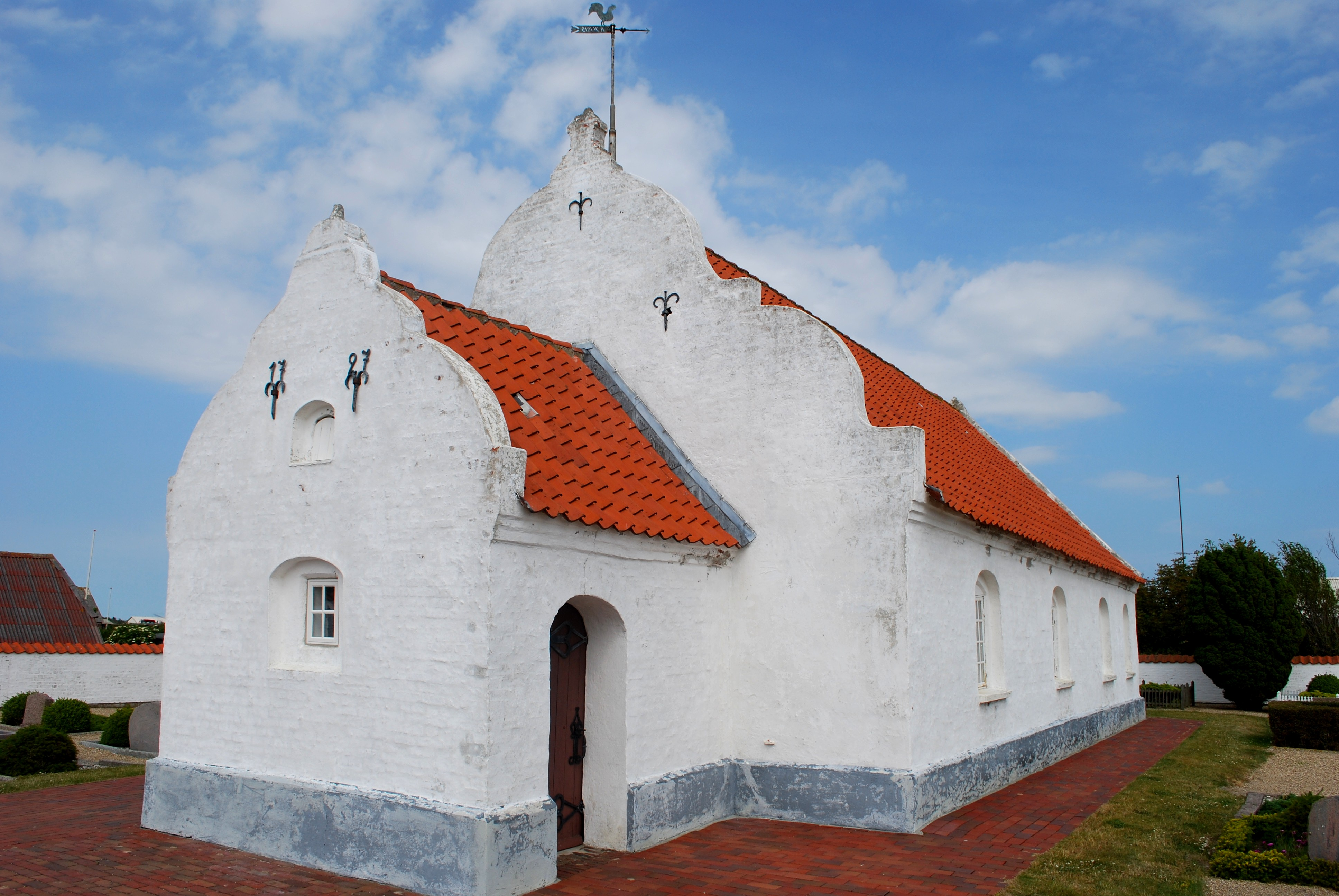
Kirche
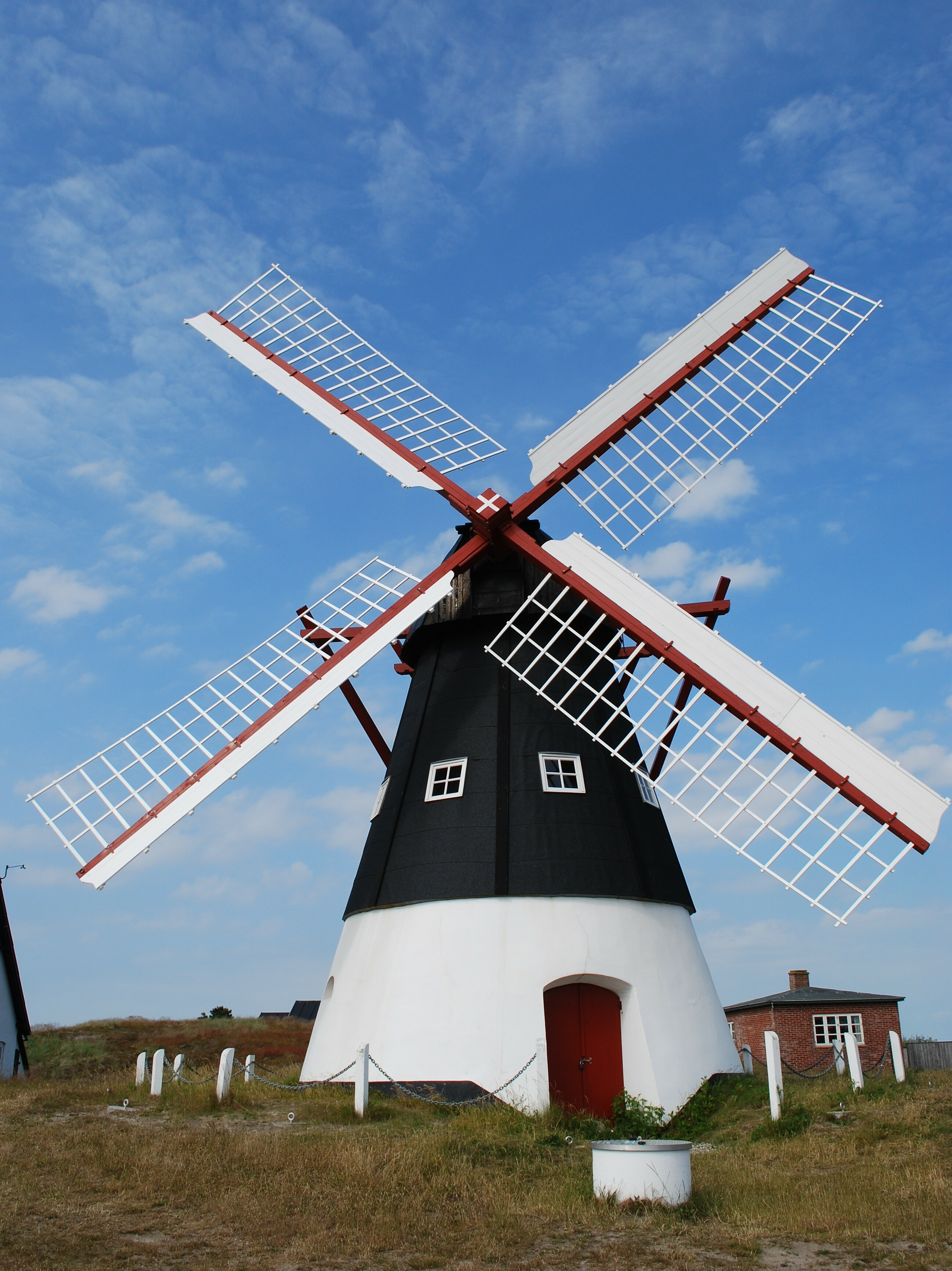
Mühle